# Hans Steinbrenner
Pour les articles homonymes, voir Steinbrenner.
Hans Steinbrenner est un artiste, peintre et sculpteur, allemand. Il est né le 25 mars 1928 à Francfort-sur-le-Main où il est mort le 18 juin 2008. 

## Parcours
Hans Steinbrenner fait des  études d’arts graphiques à l’École des arts décoratifs d’Offenbach-am-Main. Il réalise notamment des affiches. Mais il commence aussi à peindre en 1948 et à sculpter en 1948. Il continue ses études d'art à l’École des beaux-arts de Francfort-sur-le-Main (jusqu’en 1952) , puis à l’Académie des beaux-arts de Munich où il est assistant du sculpteur Toni Stadler. Il enseigne ensuite (en 1954)  à l’École nationale professionnelle des tailleurs de pierre, à Wunsiedel/Oberfranken.
En 1955, l'artiste figuratif qu'il était s'ouvre à l'art non-figuratif qu'il nomme "biomorphe".  En 1960, il réalise ses premières sculptures abstraites, en bois et en pierre, et des dessins à la plume. De 1958 à 1963, Hans travailla en partenaire avec son frère Klaus, né en 1935, avec lequel il participa à la documenta 3 à Cassel. En 1963, il  se rend au "Symposium des sculpteurs européens" à Berlin. Impressionné par le travail et la peinture d’Otto Freundlich. il réalise des « tableaux noirs » abstraits. En 1967, boursier du Gouvernement fédéral d’Allemagne il séjourne à la  Cité internationale des arts, à Paris ; il y réalise des « tableaux blancs » et des sculptures en pierre synthétique (ytong). Il enseigne ensuite à l'École Städel de Francfort (École supérieure des beaux-arts). En 1999, il est élu membre de l’Académie des beaux-arts de Bavière à Munich.

## Ce qu'il a dit
- « Si ce que l’on entreprend relève vraiment de l’Art, les expériences sensuelles aboutissent à des réflexions d’ordre spirituel. »(en 1967).

- " L’Art se réduit-il à l’expérience de la réalité ? L’Art est toujours dépassement, élévation, idéalisation de la réalité, le seul moyen pour l’homme de saisir les étoiles."

## La critique
" Une exigence alliée à une conduite réfléchie ont conduit Hans Steinbrenner à poursuivre simultanément des recherches sur le plan et dans l’espace.(...) Sa relation à l’espace porte les germes d’un art construit dont les formes géométriques sont inspirées par la nature qui lui offre les matériaux pour sa sculpture : l’orme, le chêne et encore le calcaire et le basalte. Restant attentif aux volumes purs, à la suite de Henri Laurens ou Hans Arp, dont il revendique l’héritage, il recherche avant tout l’équilibre des masses et des volumes à partir de justes proportions afin d’atteindre un concept formel. Ces rythmes se transposent dans des carrés, des rectangles aux formats irréguliers en léger décalage pour un mouvement imperceptibles. Ses « compositions » peintes tissent un dialogue séquentiel avec les « figures », totems monolithes qui dispensent une plénitude à un ensemble parvenu à une totale maturité."
Lydia Harambourg in La Gazette de l'Hôtel Drouot n°13 du 4 avril 2008 (page 215)

## Expositions
- La prochaine exposition de Hans Steinbrenner se tiendra à Paris du 17 septembre au 18 octobre 2011 à la Galerie Gimpel Müller.